# Mecysmauchenioides nordenskjoldi
Espèce
Synonymes
- Mecysmauchenius nordenskjoldi  Tullgren, 1901

Mecysmauchenioides nordenskjoldi est une espèce d'araignées aranéomorphes de la famille des Mecysmaucheniidae.

## Distribution
Cette espèce se rencontre en Argentine dans les provinces de Chubut et de Terre de Feu et au Chili dans les régions d'Araucanie, des Lacs et de Magallanes,,.

## Description
Mecysmauchenius nordenskjöldi  mesure de 4 à 5 mm et compte six yeux.

## Étymologie
Cette espèce est nommée en l'honneur d'Otto Nordenskjöld.

## Publication originale
- Tullgren, 1901 : Contribution to the knowledge of the spider fauna of the Magellan Territories. Svenska Expeditionen till Magellansländerna, vol. 2, no 10, p. 181-263.